# Ята (Підкарпатське воєводство)
Ята (пол. Jata) — село в Польщі, у гміні Єжове Ніжанського повіту Підкарпатського воєводства.
Населення — 611 осіб (2011).
У 1975—1998 роках село належало до Тарнобжезького воєводства.

## Демографія
Демографічна структура станом на 31 березня 2011 року:
|          | Загалом | Допрацездатний вік | Працездатний вік | Постпрацездатний вік |
| -------- | ------- | ------------------ | ---------------- | -------------------- |
| Чоловіки | 292     | 65                 | 199              | 28                   |
| Жінки    | 319     | 90                 | 178              | 51                   |
| Разом    | 611     | 155                | 377              | 79                   |